# Vulgar (chanson)
 (juin 2023).
La mise en forme du texte ne suit pas les recommandations de Wikipédia : il faut le « wikifier ».
Les points d'amélioration suivants sont les cas les plus fréquents. Le détail des points à revoir est peut-être précisé sur la page de discussion.
- Les titres sont pré-formatés par le logiciel. Ils ne sont ni en capitales, ni en gras.
- Le texte ne doit pas être écrit en capitales (les noms de famille non plus), ni en gras, ni en italique, ni en « petit »…
- Le gras n'est utilisé que pour surligner le titre de l'article dans l'introduction, une seule fois.
- L'italique est rarement utilisé : mots en langue étrangère, titres d'œuvres, noms de bateaux, etc.
- Les citations ne sont pas en italique mais en corps de texte normal. Elles sont entourées par des guillemets français : « et ».
- Les listes à puces sont à éviter, des paragraphes rédigés étant largement préférés. Les tableaux sont à réserver à la présentation de données structurées (résultats, etc.).
- Les appels de note de bas de page (petits chiffres en exposant, introduits par l'outil «  Source ») sont à placer entre la fin de phrase et le point final[comme ça].
- Les liens internes (vers d'autres articles de Wikipédia) sont à choisir avec parcimonie. Créez des liens vers des articles approfondissant le sujet. Les termes génériques sans rapport avec le sujet sont à éviter, ainsi que les répétitions de liens vers un même terme.
- Les liens externes sont à placer uniquement dans une section « Liens externes », à la fin de l'article. Ces liens sont à choisir avec parcimonie suivant les règles définies. Si un lien sert de source à l'article, son insertion dans le texte est à faire par les notes de bas de page.
- La présentation des références doit suivre les conventions bibliographiques. Il est recommandé d'utiliser les modèles {{Ouvrage}}, {{Chapitre}}, {{Article}}, {{Lien web}} et/ou {{Bibliographie}}. Le mode d'édition visuel peut mettre en forme automatiquement les références.
- Insérer une infobox (cadre d'informations à droite) n'est pas obligatoire pour parachever la mise en page.

Pour une aide détaillée, merci de consulter Aide:Wikification.
Si vous pensez que ces points ont été résolus, vous pouvez retirer ce bandeau et améliorer la mise en forme d'un autre article.
Pour les articles homonymes, voir Vulgar.
Vulgar est une chanson enregistrée par le chanteur anglais Sam Smith et la chanteuse américaine Madonna, sortie en single le 9 juin 2023. Les deux chanteurs ont écrit la chanson aux côtés d'Ilya Salmanzadeh (en), Ryan Tedder, Omer Fedi (en), Henry Walter et James Napier.

## Contexte et sortie
Sam Smith a sorti son quatrième album studio, Gloria (en), en janvier 2023. L'album comporte plusieurs tubes dont le single "Unholy" (2022), qui a atteint la première place des classements de disques. Sam Smith a interprété la chanson avec Kim Petras lors de la 65e cérémonie annuelle des Grammy Awards le 5 février 2023, qui a été présentée par Madonna. Lors de la présentation de la performance, Madonna a prononcé un discours sur la controverse, déclarant : "Je suis ici pour remercier tous les rebelles qui ont tracé une nouvelle voie et qui ont subi les foudres de la critique. Il faut que vous sachiez, vous les fauteurs de troubles, que votre intrépidité ne passe pas inaperçue. Vous êtes vus, vous êtes entendus, et surtout, vous êtes appréciés". La chanson a remporté le Grammy Award de la meilleure performance pop en duo ou en groupe lors de la cérémonie. Un jour plus tard, Sam Smith a enregistré "Vulgar" avec Madonna, et a qualifié l'expérience de "soirée incroyable de création, d'écriture et d'expression".
Le 24 mai 2023, Smith a commencé à évoquer une collaboration avec Madonna, en partageant un clip vidéo qui disait : "Manchester, nous avons une surprise pour vous ce soir. 'Unholy' ne sera pas la dernière chanson....",,Le concert a été annulé et la chanson n'a pas été présentée en avant-première, mais elle a été annoncée pendant plus d'une semaine. Le 20 mai 2023, Madonna a partagé la pochette de la chanson, qui représente leurs corps dans "une paire de corsets noirs et blancs très serrés", sous les initiales de Smith et Madonna raccourcies en "S&M". Selon Sam Smith, Madonna et les auteurs-compositeurs qui l'accompagnent sont allés en studio le lendemain de la cérémonie des Grammy Awards pour enregistrer la musique. Sam Smith a déclaré que la chanson était "très spéciale pour moi", et a poursuivi en disant : "Moi, la Reine et un groupe de personnes parmi les plus talentueuses que je connaisse... avons créé ce morceau de musique. La créativité était pure et l'énergie vivante". Lors d'une conversation avec Zane Lowe sur Apple Music , Sam Smith a déclaré que "Vulgar" était "l'une des chansons les plus excitantes auxquelles j'ai participé".
Considéré comme un titre "très" ou "très attendu" par des publications telles que Rolling Stone, American Songwriter, New York Daily News, The Music et Metro Weekly,,,, "Vulgar" est sorti le 9 juin 2023. Lors de sa sortie, il a remporté un sondage réalisé par Billboard en tant que nouvelle sortie musicale préférée des lecteurs de la semaine.

## Composition
Sur la base de cet extrait, Rebekah Gonzalez, de iHeartRadio, a déclaré qu'il "semble s'inspirer fortement de la musique de salon, qui est une musique créée spécialement pour le voguing". Décrite comme un hymne à la fête dansante et une chanson à succès "prête pour les clubs", elle contient des cordes influencées par le Moyen-Orient et des éléments électroniques,.
Elle contient des spoken words, tandis que Sydney Brasil, d'Exclaim !, et Alexis Petridis, du journal The Guardian, ont noté l'absence de refrain. D'un point de vue thématique, "Vulgar" explore le concept d'adopter un comportement provocateur, et évoque la beauté d'être sexy et libre, le pouvoir de l'expression personnelle, et "l'importance de faire ce que l'on veut sans prêter attention aux détracteurs", selon Muri Assunção du New York Daily News. Certains critiques ont noté un clin d'œil insolent à "Into the Groove" de Madonna dans les paroles, tout en montrant une Madonna autoréférentielle dans le style de "Bitch I'm Madonna". D'autres l'ont étiqueté comme une continuation de "Unholy" de Sam Smith et Kim Petras.

## Réception des critiques
Dans le journal NME, Liberty Dunworth l'a qualifié de single "sulfureux", tandis que Mey Rude, de Out, l'a décrit comme une chanson "sexy et glissante", "avec un rythme lourd parfait pour s'entraîner dans un club gay à 2 heures du matin". Sal Cinquemani, critique musical du magazine Slant, la décrit comme "désordonnée, amusante et glorieusement consciente d'elle-même". Il s'agit d'une chanson "très transgressive, avec une déclaration majuscule", mais il estime qu'elle "n'est pas adaptée à la consommation de masse". Joey Nolfi de Entertainment Weekly l'a qualifié de "délicieux" banger, et a déclaré que "Madonna domine le manifeste délicieusement obscène avec des paroles qui offrent un avertissement sévère aux détracteurs du duo musical". Jamie Tabberer d'Attitude lui a attribué trois étoiles sur cinq, le qualifiant de "déclaration de résistance à couper le souffle". Tiffany Goldstein, d'American Songwriter, l'a qualifié d'"hymne audacieux et intrépide". Cervanté Pope, de Consequence, a estimé que "Vulgar" n'est pas inutilement sale - les artistes affirment plutôt un message d'autonomisation et exigent le respect". Tout comme Cervanté Pope, Mary Varvaris, de The Music, a déclaré que "Vulgar" n'est pas sexuellement explicite comme certains pourraient s'y attendre [...] mais son langage l'est certainement". N'accordant que deux étoiles sur cinq, Alexis Petridis, du Guardian, a réagi de manière critique en qualifiant le film de "tentative insipide de susciter l'indignation".
The Economic Times a qualifié cette collaboration de "grésillante" et de "scintillante", "qui met en valeur leurs prouesses sensuelles". De même, Hugh McIntyre, de Metro Weekly, a déclaré qu'il "met en évidence l'audace qui fait la réputation de ces deux icônes" et, bien qu'il l'ait qualifié d'"indéniablement solide", l'éditeur a poursuivi en disant qu'"il ne parvient pas à se classer parmi les compositions les plus remarquables du répertoire de l'un ou l'autre artiste", compte tenu du "talent mégawatt impliqué, c'est un peu décevant".

## Performances commerciales
Vulgar a débuté à la 11e place du classement multimétrique Billboard Hot Dance/Electronic Songs, avec 3 000 téléchargements et 1,8 million de streams officiels selon Luminate. C'est la cinquième fois que Madonna se classe dans le top 10 de ce classement,. Au Royaume-Uni, "Vulgar" a débuté à la 69e place avec 8 154 ventes au cours de la première semaine, selon l'Official Charts Company. Ailleurs, il s'est classé dans un certain nombre de pays, dont la Grèce, la Hongrie, l'Irlande et la Nouvelle-Zélande.

## Classements
| Chart (2023)                                      | Meilleure position |
| ------------------------------------------------- | ------------------ |
| Canadian Digital Song Sales (Billboard)           | 20                 |
| Chile Anglo (Monitor Latino)                      | 9                  |
| Costa Rica Anglo (Monitor Latino)                 | 7                  |
| Ecuador Anglo (Monitor Latino)                    | 16                 |
| Germany Download Singles (Official German Charts) | 15                 |
| Greece International (IFPI)                       | 65                 |
| Guatemala Anglo (Monitor Latino)                  | 3                  |
| Honduras Anglo (Monitor Latino)                   | 9                  |
| Hongrie (Rádiós Top 40)                           | 25                 |
| Ireland (IRMA)                                    | 77                 |
| Japan Hot Overseas (Billboard Japan)              | 11                 |
| New Zealand Hot Singles (RMNZ)                    | 21                 |
| Panama Anglo (Monitor Latino)                     | 3                  |
| South Korea BGM (Circle)                          | 120                |
| South Korea Download (Circle)                     | 169                |
| Sweden Heatseeker (Sverigetopplistan)             | 9                  |
| Royaume-Uni (UK Singles Chart)                    | 69                 |
| États-Unis (Digital Songs)                        | 16                 |
| États-Unis (Hot Dance/Electronic Songs)           | 11                 |

## Historique de publication
| Pays   | Date        | Format(s)                            | Label           | Ref.   |
| ------ | ----------- | ------------------------------------ | --------------- | ------ |
| Divers | 9 Juin 2023 | - Téléchargement musical - Streaming | Capitol Records | [ 36 ] |
| Italie | 9 Juin 2023 | Radio airplay                        | Universal Music | [ 37 ] |